# Gary Schanbacher
Gary Schanbacher (* in Indiana) ist ein US-amerikanischer Schriftsteller.

## Leben
Schanbacher wuchs in Virginia auf. Er besuchte das Randolph-Macon College in Ashland und studierte an der Old Dominion University in Norfolk, sowie an der University of Colorado. An letzterer erfolgte seine Promotion zum Ph.D. in Wirtschaftswissenschaft. Neben seinem Hauptberuf in Wirtschaft und Verwaltung begann Schanbacher schriftstellerisch tätig zu werden. 2007 veröffentlichte er mit der Kurzgeschichtensammlung Migration Patterns sein erstes Buch.
Migration Patterns erhielt unter anderem den Colorado Book Award, den High Plains First Book Award und den Eric Hoffer General Fiction Award. Sein Roman Crossing Purgatory erhielt 2013 den Langum Prize for American Historical Fiction sowie 2014 den Spur Award des Schriftstellerverbandes Western Writers of America in der Kategorie Best Western Traditional Novel.

## Veröffentlichungen
- Migration Patterns (2007, Fulcrum Publishing)
- Crossing Purgatory (2013, Pegasus Books)